# 卡尔·恩吉施

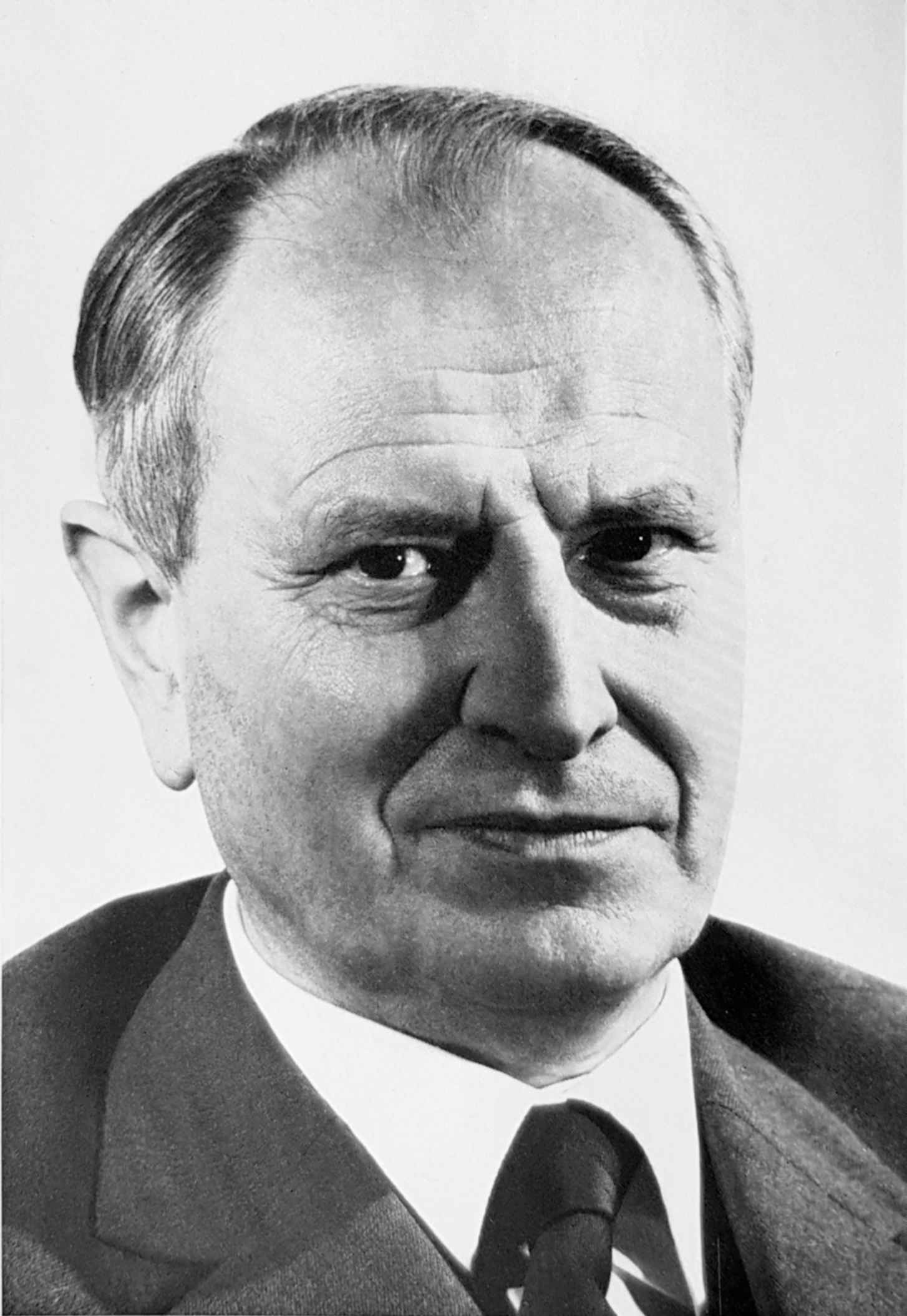
卡爾·恩吉施

卡尔·恩吉施（德語：Karl Engisch，1899年3月15日—1990年9月11日），是德国法学家。
恩吉施1899年3月15日出生在德国南部的黑森州吉森的一个律师家庭。曾参加第一次世界大战，并两次负伤。后进入大学学习法律，获得慕尼黑大学法学博士学位。后曾执教于海德堡大学、慕尼黑大学等。

## 著作
- 《法律思维导论》